# Vals-le-Chastel
Vals-le-Chastel is een gemeente in het Franse departement Haute-Loire (regio Auvergne-Rhône-Alpes) en telt 46 inwoners (2009). De plaats maakt deel uit van het arrondissement Brioude.

## Geografie
De oppervlakte van Vals-le-Chastel bedraagt 4,0 km², de bevolkingsdichtheid is dus 11,5 inwoners per km².
De onderstaande kaart toont de ligging van Vals-le-Chastel met de belangrijkste infrastructuur en aangrenzende gemeenten.

## Demografie
Onderstaande figuur toont het verloop van het inwonertal (bron: INSEE-tellingen).